# Canalirogas kahonoi
Canalirogas kahonoi är en stekelart som beskrevs av Van Achterberg 1996. Canalirogas kahonoi ingår i släktet Canalirogas och familjen bracksteklar. Inga underarter finns listade.